# Fritz Kreutzpointner
Fritz Kreutzpointner III, dit Fritz K., né le 14 septembre 1967 à Burghausen, est un pilote de courses allemand sur voitures de sport puis en camions.

## Biographie
Il commence la compétition au milieu des années 1980, après être passé par l'école de pilotage de Walter Lechner (de).
À la suite de ses bons résultats en Formule Ford, il est intégré à l'équipe junior officielle Mercedes en 1990, côtoyant ainsi Michael Schumacher et Heinz-Harald Frentzen.
Il dispute les 24 Heures du Mans en 1991 aux côtés de Schumacher et de l'Autrichien Karl Wendlinger, l'équipage obtenant une cinquième place au classement général embarqué à bord d'une Sauber Mercedes C11, du team Sauber Mercedes.
Kreutzpointner III participe également à 66 courses de DTM, effectuant les saisons 1990 et 1991 comme pilote officiel Mercedes sur une 190 E 2.5-16 Evo 2 (durant la même période, il produit aussi quelques courses en Championnat du monde des voitures de sport avec Mercedes), avant d'évoluer sur BMW en 1992. Il obtient une deuxième place aux 24 Heures du Nürburgring en 1990.
Il commence la compétition poids lourds en 1994, sur un camion Mercedes.
Il dirige toujours sa propre entreprise, axée sur l'électronique et qui a été fondée en 1923 par son grand-père, premier du nom.

## Palmarès
- Double Champion d'Europe de courses de camions, catégorie Super-Race-Trucks, en 1999 et 2001 (sur MAN, type 18.423 FT puis TR 1400);
  - vice-champion d'Autriche de Formule Ford, en 1989.